# Neoplynes eurdora
Neoplynes eurdora là một loài bướm đêm thuộc phân họ Arctiinae, họ Erebidae.